# Alfred Belpaire
Alfred Jules Belpaire (Oostende, 26 september 1820 – Schaarbeek, 27 januari 1893) was een Belgische ingenieur centralist in dienst van de Belgische Staatsspoorwegen. Hij was bekend door de verbeteringen die hij aanbracht aan de stoomlocomotieven, en in het bijzonder door de "vierkante haard" die toeliet goedkopere brandstoffen te gebruiken.

## Biografie
Belpaire deed zijn middelbare studies aan het Koninklijk Atheneum te Antwerpen, alvorens in 1837 hogere studies aan te vangen in de "Centrale School voor Kunsten en Ambachten" (Frans: École centrale des arts et manufactures) in Parijs. Daar werd hij in 1840 ingenieur en onmiddellijk nadien, in september van datzelfde jaar, trad hij in dienst bij de Belgische Staatsspoorwegen.
Deze onderneming gelastte hem aanvankelijk met de leiding van de Centrale Werkplaats te Mechelen, en nadien, in 1850, benoemde ze hem als directeur van de "Directie van het Materieel" te Brussel. In die hoedanigheid was hij nationaal verantwoordelijk voor het rijdend spoorwegmaterieel en ontwierp hij -tot het einde van de jaren 1880- verscheidene locomotiefmodellen.

Belpaire was medestichter en tevens voorzitter van het Internationaal Spoorwegcongres.

Hij overleed op 72-jarige leeftijd in Schaarbeek, en werd ter aarde besteld in een familiegraf op de begraafplaats van Diegem (Machelen).

## De Belpaire-haard

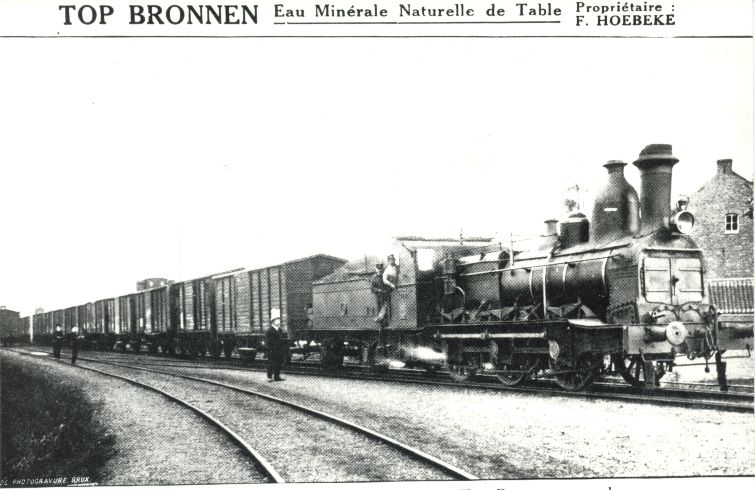
Trein gesleept door een locomotief reeks 28 (Belgische Staat). Van dit type locomotief werden verscheidene honderden exemplaren gebouwd.

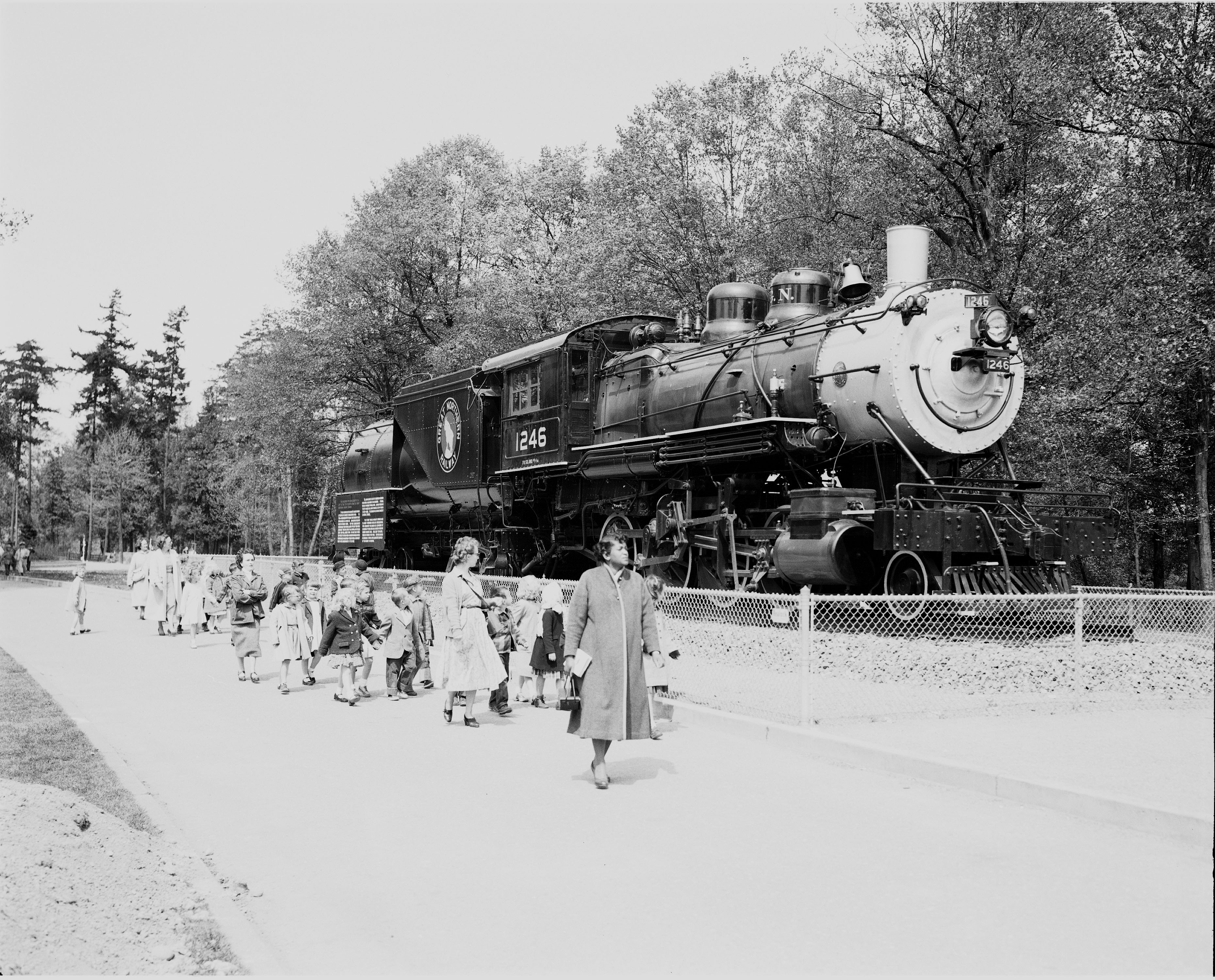
Amerikaanse stoomlocomotief van de Great Northern, uitgerust met Belpaire-haard. Wielopstelling 2-8-0. Class 8F. Anno 1954.

Teneinde het rendement van de toenmalige locomotieven te verbeteren, en de dure cokes te vervangen door goedkopere brandstoffen, ontwierp Belpaire een nieuwe haard. Daarbij werd de overdracht van de haardwarmte naar de waterketel verbeterd, hetgeen resulteerde in een lager en bijgevolg goedkoper energieverbruik.
De Belpairehaard werd voltooid in 1864 en werd sedertdien algemeen toegepast op alle Belgische stoomlocomotieven. Mettertijd oogstte hij een belangrijk succes in het buitenland, en in het bijzonder:
1. in Groot-Brittannië, bij de :
  - Great Western Railway (GWR);
  - London, Midland and Scottish Railway (LMS);
2. in Frankrijk, bij de:
  - Compagnie des chemins de fer du Nord;
  - Compagnie des chemins de fer de l'Est;
  - Compagnie du chemin de fer de Paris à Orléans (PO);
  - Compagnie des chemins de fer de Paris à Lyon et à la Méditerranée (PLM);
3. in Amerika, bij de:
  - Pennsylvania Railroad (PRR);
  - Great Northern Railway (GN).

Van de door Alfred Belpaire ontworpen locomotiefreeks 28 (anno 1864, België) werden gedurende verscheidene jaren honderden exemplaren gebouwd.
De locomotieven met Belpaire-haard werden gebruikt tot het einde van het stoomtractietijdperk.

## Eretekens
Voor zijn internationaal op prijs gesteld werk, werd Belpaire gelauwerd:
- Grootofficier in de Leopoldsorde (België);
- Grootofficier in het Legioen van Eer (Frankrijk);
- Ridder Grootkruis in de Orde van Sint-Stanislaus (Rusland);
- Ridder Commandeur in de Orde van Karel III (Spanje);
- Officier in de Orde van de Eikenkroon (Groot hertogdom Luxemburg).